# Cueva de Pali-Aike
La Cueva de Pali-Aike es un monumento histórico de carácter arqueológico localizado en el Parque nacional Pali Aike, ubicado en la comuna de San Gregorio, Región de Magallanes y de la Antártica Chilena, Chile.
Pertenece al conjunto de monumentos nacionales de Chile desde el año 1969 en virtud del Decreto supremo 5593 del 31 de mayo del mismo año; se encuentra en la categoría «Monumentos Históricos».

## Historia

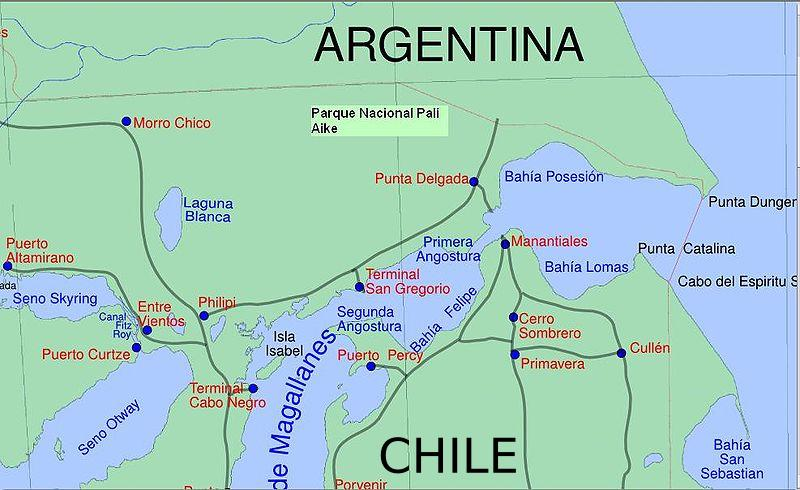
Mapa del Parque Nacional Pali-Aike, donde se localiza la cueva homónima.

La cueva fue descubierta a principios de la década de 1930 por Junius Bouton Bird, quien la excavó y encontró un tipo de proyectil, que posteriormente fue datado con alrededor de 8639±450 años de antigüedad, aunque algunos investigadores sugieren que la muestra podría estar contaminada y la datación podría ser menor. La cueva combinaba «restos humanos, culturales y vestigios de animales extintos», con fogones de cubeta y tres esqueletos humanos cremados.
Sus medidas son 20 pies de ancho, 46 metros de profundidad, y entre 6 a 13,5 metros de altura. Se encuentra localizada en el parque nacional Pali-Aike, un área del Pleistoceno u Holoceno en los límites chileno-argentino; se ubica aproximadamente a unos 150 km al noroeste de la ciudad de Punta Arenas. Estos campos volcánicos comprenden de maars llenos por lagos, conos con escoria basalto y derrames de lava. Es el campo más septentrional en la Patagonia.